# 太陽もひとりぼっち
「太陽もひとりぼっち」（たいようもひとりぼっち）は、Qyotoの1枚目のシングル。2017年8月23日にアリオラジャパンより発売。

## 解説
メジャー・デビュー作となった本作は、フジテレビ系アニメ“ノイタミナ”枠『DIVE!!』オープニング・テーマ曲。プロデュースは長戸大幸。
期間限定盤には本ミュージックビデオのほか、坂井知季（梶裕貴）、富士谷要一（櫻井孝宏）、沖津飛沫（中村悠一）が同アニメに登場する完全オリジナルの『DIVE!!』ボイスドラマが収録されている。

## シングル収録トラック

### 通常版・初回限定盤
全曲　作詞：Qyoto、＋d
CD
1. 太陽もひとりぼっち
作曲：Qyoto、O、K、＋d
編曲：Qyoto、T、M、＋d
2. My Diamond
作曲：Qyoto、K、＋d
編曲：Qyoto、T、＋d
3. 太陽もひとりぼっち (instrumental)

DVD（初回限定盤のみ）
1. 太陽もひとりぼっち (MUSIC VIDEO)

### 期間生産限定盤
CD
1. 太陽もひとりぼっち
2. 太陽もひとりぼっち (TV SIZE)
3. 「DIVE!!」ボイスドラマ「strange world」「fighting spirit」

DVD
1. 太陽もひとりぼっち (MUSIC VIDEO アニメ VERSION)